# Ingerolde palmvaren
De ingerolde palmvaren (Cycas circinalis) is een rechtopstaande, meestal onvertakte palmvaren die zelden hoger dan 3 m wordt. De stam is meestal kort, dik en bezet met lange, toegespitste schubben, wat de bladscheden van de afgevallen bladeren zijn. De kroon bestaat uit 1-2,5 m lange, licht overhangende geveerde bladeren, die aan beide zijden uit vijftig tot zestig smal-lancetvormige deelblaadjes bestaan. Jonge bladeren hebben ingerolde deelblaadjes. Deze deelblaadjes zijn later 1-1,5 cm breed en stijf, maar niet stekelig. Ze zijn aan de voet versmald en hebben een duidelijk middennerf. De bladsteel is bezet met doornen.
De voortplantingsorganen bestaan bij mannelijke planten uit een dikke, 30-50 cm lange kegel in het hart van de bladbundel in het midden van de stam. Hij bestaat uit meerdere stuifmeelbladen. Een enkele mannelijke kegel kan miljoenen stuifmeelkorrels produceren. De bestuiving gebeurt door de wind. Bij vrouwelijke planten zijn de kegels scheutsgewijs, afgewisseld met bundels gewone bladeren, aangelegd aan de top van de stam. Bij de vrouwelijke kegels zijn de schubben van de kegel bladvormig, lichtbruin en in de onderste helft kunnen zich met vijf tot zes, 2-3 cm grote zaden ontwikkelen, met een oranje zaadmantel.
De ingerolde palmvaren komt oorspronkelijk uit tropisch Azië waar hij onder andere voorkomt in Zuid-India, Sri Lanka, Maleisië en Indonesië. Tegenwoordig kan hij wereldwijd in vorstvrije gebieden worden aangetroffen.
De zaden en de jonge bladeren van de ingerolde palmvaren kunnen als groente worden gekookt en gegeten. Uit het merg van de stam kan sagomeel worden bereid. Bij de bereiding hiervan moet men voorzichtig zijn, want alle palmvarens bevatten gifstoffen (neurotoxines).
De soort staat op de Rode Lijst van de IUCN geklasseerd als 'bedreigd'.

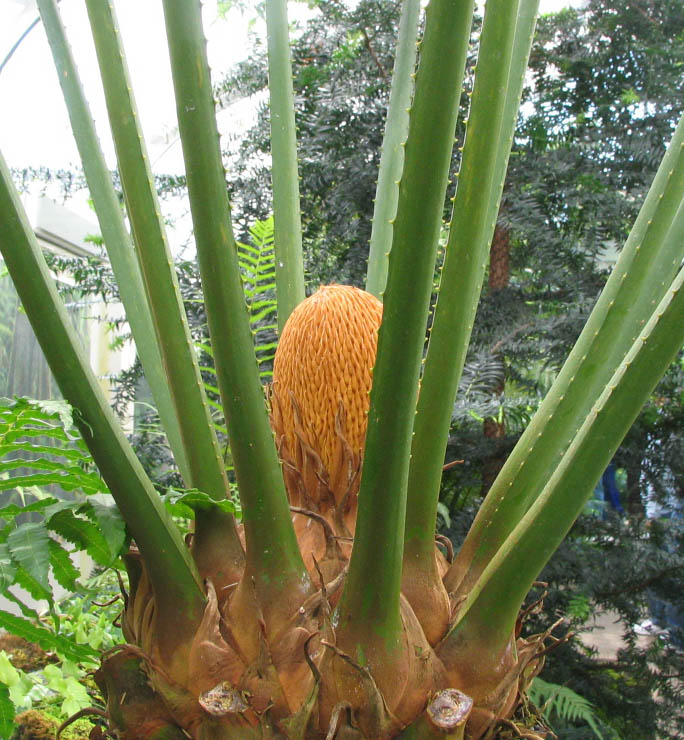
Mannelijke plant met jonge kegel

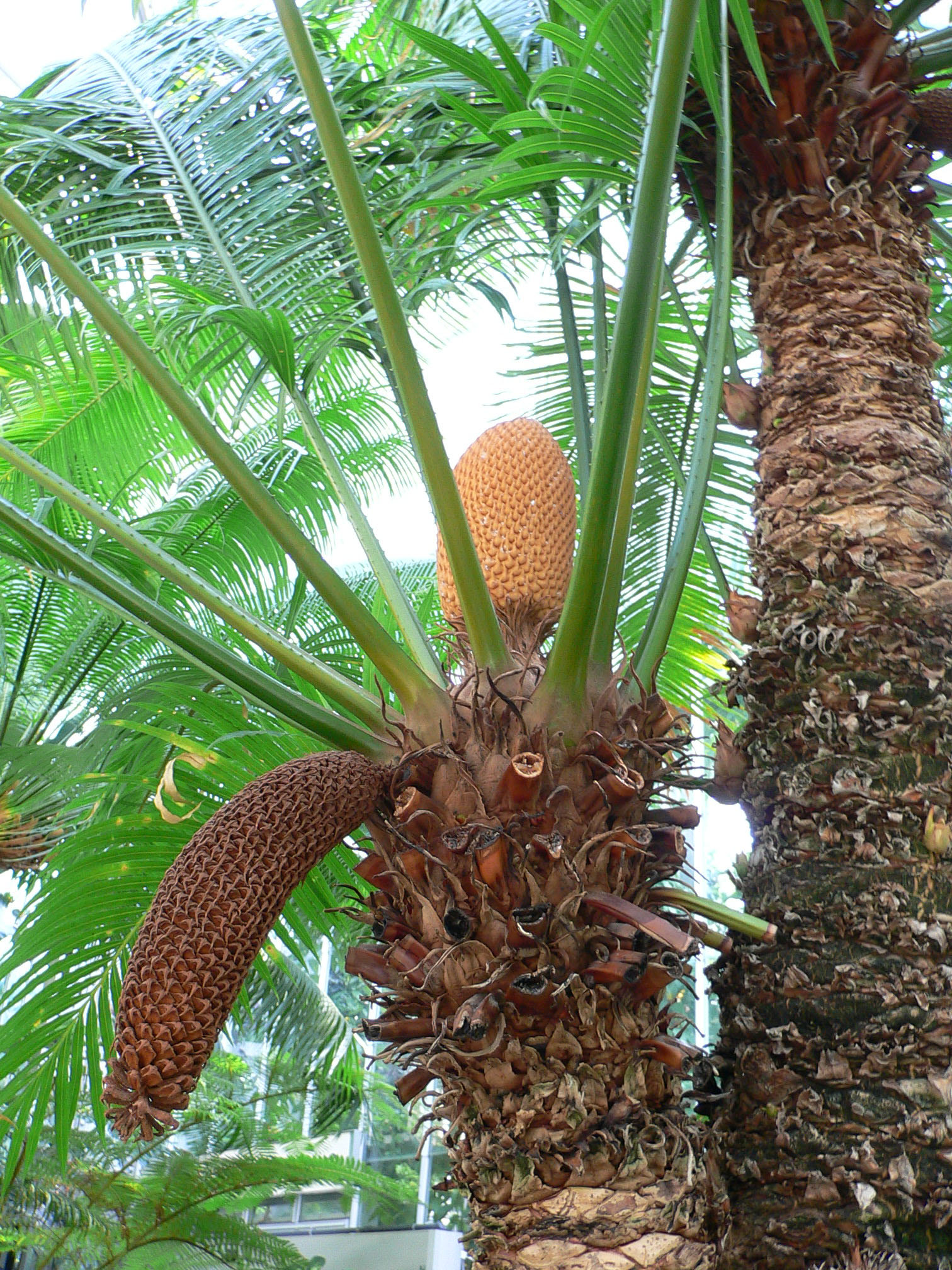
Mannelijke plant met jonge en oude kegel

... · 
C. circinalis (Ingerolde palmvaren) · 
C. media · 
C. platyphylla · 
C. revoluta · 
...